# Saya de Malha
Koordinaten: 10° 46′ S, 61° 16′ O

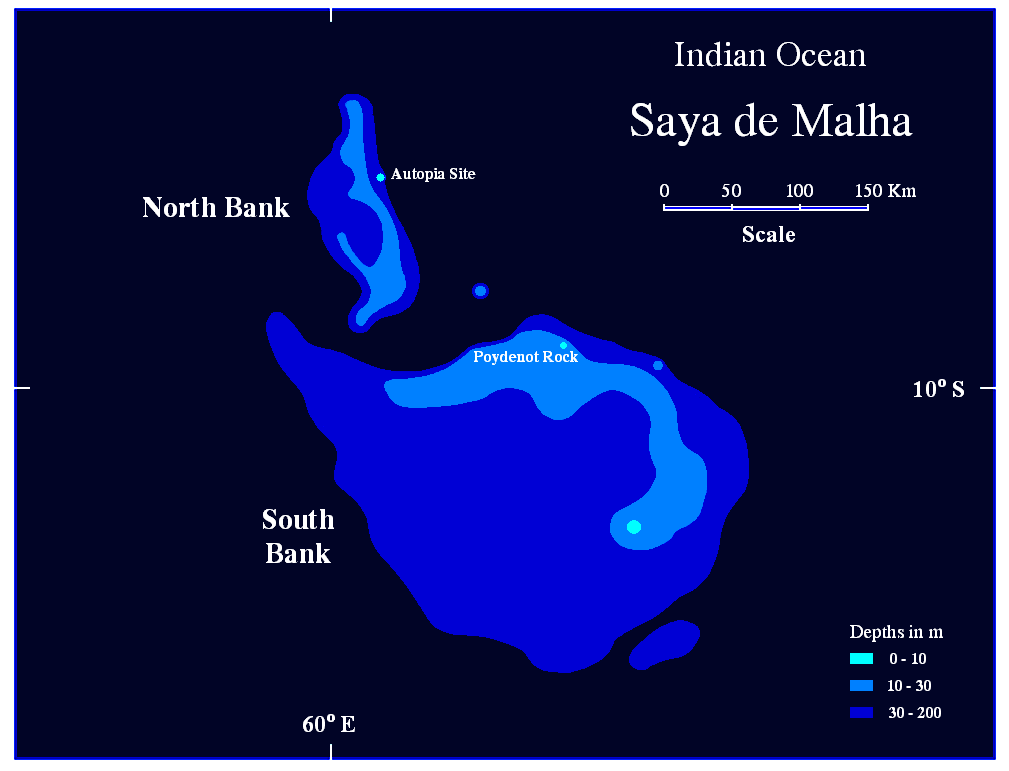
Karte von Saya de Malha

Saya de Malha ist eine Bank, ein Flachwassergebiet von 40.808 km². Diese Schwelle ist etwa so groß wie die Schweiz und liegt mitten im Indischen Ozean, östlich von Madagaskar, südöstlich der Seychellen und nördlich der Insel Mauritius.
Das nächstgelegene Land sind die Agalega-Inseln. Verwaltet wird Saya de Malha von Mauritius, es liegt jedoch außerhalb nationaler Hoheitsgewässer.
Saya de Malha besteht aus zwei separaten Einheiten, der kleineren North Bank (auch Ritchie Bank) und der größeren South Bank. Durch die Lage am Äquator und die geringe Wassertiefe, die oft nicht einmal zehn Meter beträgt (Poydenot Shoal 8 Meter), ist das Gebiet biologisch äußerst produktiv. Seine reiche Fauna und Flora ist wegen seiner Abgelegenheit jedoch nur wenig bekannt. Die Saya de Malha-Bank ist ein Meeresgebiet von hohem ökologischen Wert.

## Geschichte
Saya de Malha hat ein Alter von 35 Millionen Jahren und besteht aus Basalt, der mit Kalkstein überlagert wurde. Die Kalksteinbänke befinden sich auf der Hochebene und sind die Überreste von Korallenriffen. Vor Millionen Jahren bestand die Bank aus einer oder mehreren gebirgigen Inseln vulkanischen Ursprungs, ähnlich wie das heutige Mauritius oder Réunion. Im Laufe der Zeit sank das Land durch geologische Prozesse unterhalb des Meeresspiegels. Während der letzten Eiszeit, als der Meeresspiegel um bis zu 130 Meter niedriger war als heute, gab es in diesem Gebiet mehrere Inseln.
Erstmals erwähnt wurde das Gebiet von den portugiesischen Entdeckern vor 500 Jahren. Auf der Fahrt zwischen dem Kap der Guten Hoffnung und Indien bemerkten sie dieses flache Seegebiet an dem wogenden grünen Seegras, nachdem sie zuvor nur durch den tiefblauen Indischen Ozean gesegelt waren.
Erstmals erforscht wurde Saya de Malha im Jahre 1838 von Robert Moresby, einem Offizier der britisch-indischen Marine.
Seit 1997 bemühten sich die Forscher Wolf Hilbertz und Tom Goreau im Gebiet von Saya de Malha eine künstliche Insel zu schaffen. Sie installierten Biorock-Strukturen in diesem Gebiet, das heißt Stahlkonstruktionen, die am Meeresboden der North Bank in einer Tiefe von elf Metern verankert sind. Über eine angeschlossene Photovoltaikanlage wird das System mit dem nötigen Strom für die beabsichtigte Mineralakkretion versorgt und so die Grundstruktur einer Insel erzeugt.